# A Compilation of Warped Music II
A Compilation of Warped Music II è la seconda compilation del Warped Tour, edita nel 1999.
Contiene 23 tracce di gruppi che almeno una volta hanno partecipato al tour. Sono presenti anche alcune tracce inedite di MxPx, Less Than Jake, Fenix TX, The Aquabats e blink-182.

## Tracce
1. Old Skool Recess - 1:06 (H2O)
2. Going Strong - 3:07 (Dropkick Murphys)
3. We Are Family - 2:54 (Suicidal Tendencies)
4. Just for You - 2:28 (Pennywise)
5. Perfect Sense - 2:37 (98 Mute)
6. Party, My House, Be There - 2:17 (MxPx)
7. Somewhere in Between - 2:32 (Twenty Two Jacks)
8. Losing Streak - 1:55 (Less Than Jake)
9. One Day - 2:05 (Deviates)
10. Here We Go Again Kids - 2:54 (7 Seconds)
11. Shadow of Defeat - 2:14 (Good Riddance)
12. Guilty - 1:32 (Sick of It All)
13. Lonesome - 3:24 (Unwritten Law)
14. Speechless - 4:13 (Fenix TX)
15. Go Ask Charley! - 4:15 (Clowns for Progress)
16. Gimme Tha Power - 4:11 (Molotov)
17. Symptomatic - 2:56 (Voodoo Glow Skulls)
18. Invitation to Alienation - 2:30 (The Amazing Royal Crowns)
19. Why Rock? - 4:57 (The Aquabats)
20. Throw a Bomb - 2:26 (Mustard Plug)
21. WWW. II. Booshduck; Do; Dis.A.J.B.. Com - 3:32 (Assorted Jellybeans)
22. Never Had So Much Fun - 1:59 (Frenzal Rhomb)
23. Apple Shampoo - 5:23 (blink-182)